# Berenicornis comatus
El cálao crestiblanco (Berenicornis comatus) es una especie de ave bucerotiforme de la familia Bucerotidae propia de Sondalandia. En concreto habita las selvas de parte de Birmania, Tailandia, Malasia, Indonesia y Brunéi. No se reconocen subespecies.

## Estado de conservación
Se encuentra amenazada por la pérdida de su hábitat natural.